# Giorgio Nottoli

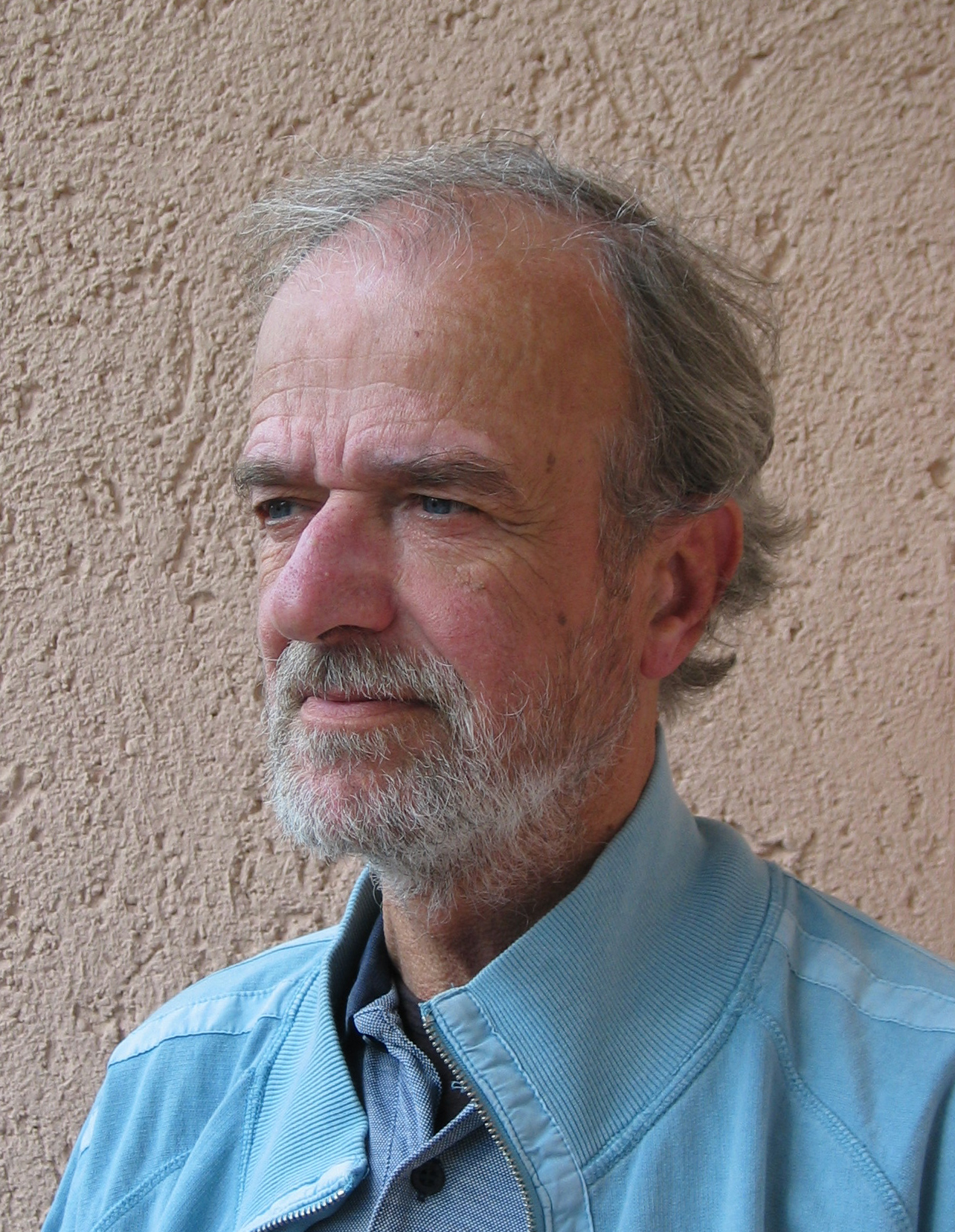
Giorgio Nottoli

Giorgio Nottoli (Cesena, 1945) è un musicista e compositore italiano.

## Biografia
Nato a Cesena nel 1945, ha compiuto gli studi musicali presso il Conservatorio "G. Rossini" di Pesaro, studiando composizione con Domenico Guaccero e Mario Bertoncini, chitarra con Carmen Lenzi Mozzani e musica elettronica con Walter Branchi.
Autodidatta come progettista e ricercatore, ha compiuto il suo apprendistato in campo scientifico collaborando con vari ricercatori, fra cui Giuseppe di Giugno, Guido Guiducci e Silvio Santoboni.
È stato docente di musica elettronica presso il Conservatorio Santa Cecilia di Roma sino al 2013.
Dal 1968 ha svolto attività di musicista (liutista e chitarrista) sino al 1980 e di compositore e ricercatore sino ad oggi.
Dal 1975 svolge attività di ricerca in ambito tecnico-scientifico, nel campo dell'acustica e dell'informatica musicale. Nel 1996 è stato docente del Corso di perfezionamento di musica elettronica presso l'Accademia Chigiana di Siena, mentre dal 2004 al 2010 è stato docente di “Storia e tecniche della musica elettronica” presso la Facoltà di Lettere (DAMS) ed il Master in “Ingegneria del suono” della Facoltà di Ingegneria dell'Università di Roma Tor Vergata. Dal 2011 è docente dei corsi di "Composizione di musica elettroacustica" e "Tecniche di analisi della musica elettroacustica", relativi al Master in SONIC ARTS dell'Università di Roma Tor Vergata.
Il centro della sua ricerca di musicista riguarda il timbro, concepito quale parametro principale e "unità costruttiva" delle sue opere. L'attenzione è rivolta, infatti, alla composizione della microstruttura del suono. Nei suoi lavori per strumenti ed elettronica Giorgio Nottoli punta ad estendere la sonorità degli strumenti acustici mediante complesse elaborazioni del suono.

La maggior parte delle sue opere utilizza strumenti da lui appositamente progettati, sia per la sintesi che per l'elaborazione del suono, in collaborazione con università, centri di ricerca ed industrie.
I più complessi fra questi:
- ORION: microchip per la sintesi del suono progettato alla SIM (Società per l'Informatica Musicale di Roma) nel 1988-90;
- Mixtral: mixer digitale con possibilità estese di spazializzazione del suono realizzato in collaborazione con Charlie Lab (Mantova) nel 1996-97;
- Saiph: sistema per la sintesi ed elaborazione di segnali musicali realizzato presso la Seconda Università di Roma “Tor Vergata” nel 1997-98.

Tali sistemi sono stati presentati in vari convegni internazionali e sono stati utilizzati nell'ambito degli strumenti musicali elettronici e dell'audio professionale.
Dal 2008 è coordinatore del "Festival Internazionale di Musica Elettroacustica del Conservatorio S.Cecilia" EMUFest.

## Composizioni
- Iki,  per soprano e suoni elettronici (1993)
- Arco, acusmatico, per suoni di sintesi (1994)
- Ruota del tempo, acusmatico, per suoni di sintesi (1996)
- Archeion, per pianoforte e live electronics (1995-2000)
- Solve et coagula, acusmatico, per sorgenti sonore miste (2000)
- Seguendo un filo di luce acusmatico, per suoni di sintesi (2002)
- Percorso incrociato, per voce femminile, suoni su supporto ed elaborazioni elettroacustiche dal vivo (2004)
- Percorso inverso, per voce femminile, suoni su supporto ed elaborazioni elettroacustiche dal vivo (2004)
- In Viola, per viola e live electronics (2006)
- Risonante notturno, per pianoforte e live electronics (2006)
- Orizzonte, per voce femminile e live electronics (2006) *RING, per violino, quartetto di fiati, ensemble di percussioni e live electronics (2008)
- Messa in scena sonora I della Gerusalemme liberata, per voce recitante, liuto e live electronics (2008)
- Messa in scena sonora II, ad Alda Merini ed Eugenio Montale, per due voci recitanti e live electronics (2009)
- Improvviso Dinamico per saxofono contralto e live electronics (2010)
- Tessiture in rilievo, acusmatico, per suoni di sintesi (2010)
- Specchi risonanti, per viola e live electronics (2011)
- Ordito polifonico, acusmatico, per suoni di sintesi (2011)
- Traiettoria tesa, per flauto e live electronics (2012)
- Trama filante, per sassofono soprano e suoni su supporto (2012)
- Trama risonante, acusmatico, per sorgenti sonore miste (2012)
- Intreccio policromo per pianoforte, gong e live electronics (2013)
- Ellenikà acusmatico, per sorgenti sonore miste (2013)
- Cometa, per tam tam ed elettronica (2014)